# Chilla Saroda Bangar
Chilla Saroda Bangar är en stad i det indiska unionsterritoriet National Capital Territory of Delhi, och tillhör distriktet East. Den är en förort till Delhi, och folkmängden uppgick till 83 217 invånare vid folkräkningen 2011.